# تاکاشی کاموشیدا
تاکاشی کاموشیدا (انگلیسی: Takashi Kamoshida؛ زادهٔ ۵ اوت ۱۹۸۵) بازیکن فوتبال اهل ژاپن است.
از باشگاه‌هایی که در آن بازی کرده‌است می‌توان به باشگاه ورزشی توچیگی اشاره کرد.